# Escuela Secundaria Alonzo y Tracy Mourning
La Escuela Secundaria Alonzo y Tracy Mourning Recinto de Biscayne Bay (Alonzo and Tracy Mourning Senior High Biscayne Bay Campus) es una escuela secundaria (high school) en North Miami, Florida, Estados Unidos. Como parte de Escuelas Públicas del Condado de Miami-Dade (MDCPS), sirve a partes o todo de las ciudades de North Miami, North Miami Beach, Sunny Isles Beach, y Golden Beach.

## Historia
La secundaria fue nombrada en honor al jugador de balconcesto Alonzo Mourning y su esposa, Tracy porque ellos contribuyeron a las escuelas públicas del área. El consejo escolar de MCDPS eligió los Mourning en lugar de Janet Reno, la ex fiscal general de los Estados Unidos.
Se abrió en el lunes 24 de agosto de 2009, aliviado las secundarias Krop, North Miami, y North Miami Beach.